# Żelichów (Łódź)
Pour les articles homonymes, voir Żelichów.
Żelichów (prononciation [ʐɛˈlixuf]) est un village de la gmina de Kluki, du powiat de Bełchatów, dans la voïvodie de Łódź, situé dans le centre de la Pologne.
Il se situe à environ 5 kilomètres au sud de Kluki (siège de la gmina), 10 kilomètres au sud-ouest de Bełchatów (siège du powiat) et 55 kilomètres au sud de Łódź (capitale de la voïvodie).

## Administration
De 1975 à 1998, le village était attaché administrativement à l'ancienne voïvodie de Piotrków.

Depuis 1999, il fait partie de la nouvelle voïvodie de Łódź.